# Martin Wetzer

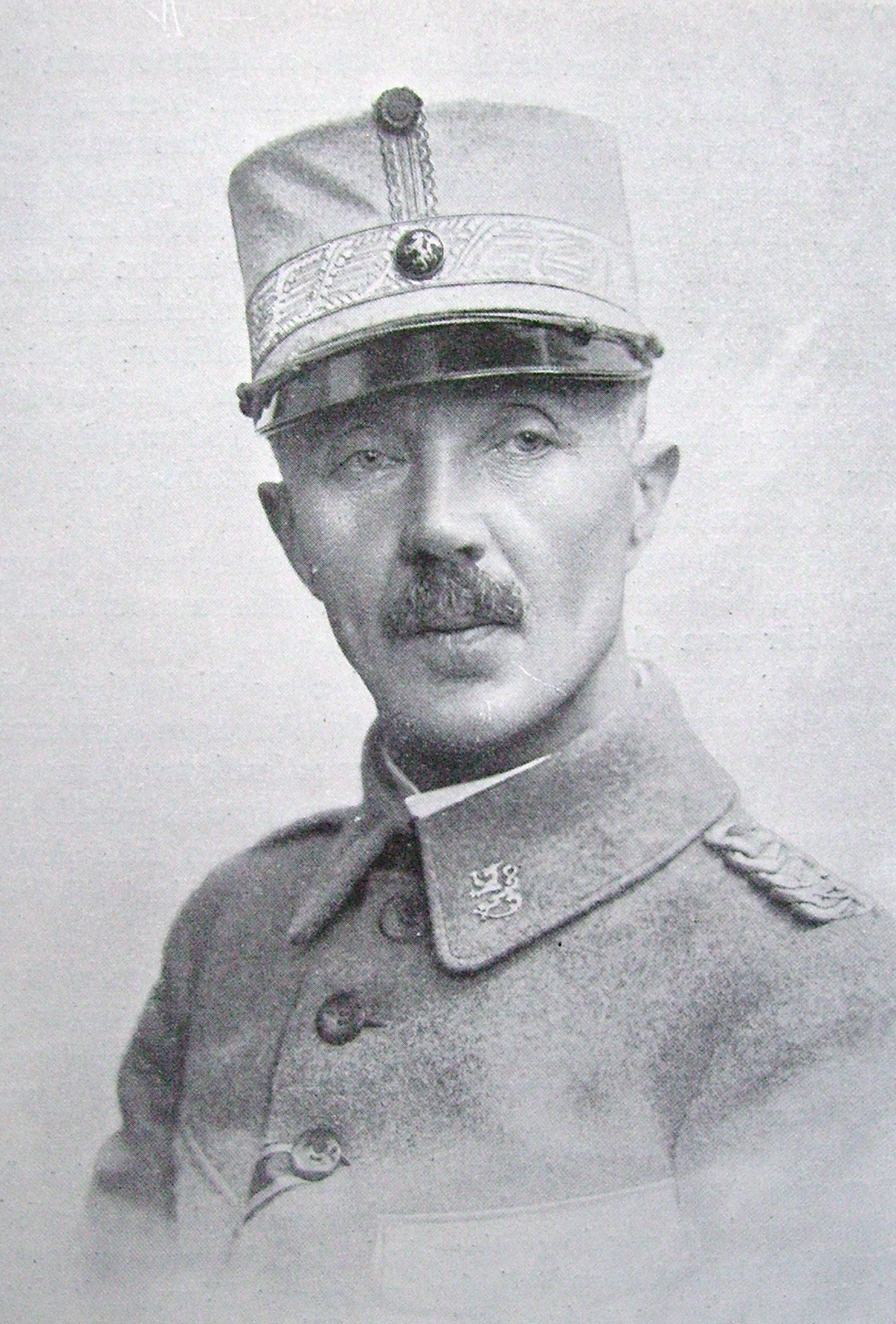
Generalmajor Martin Wetzer (1919)

Paul Martin Wetzer (* 7. August 1868 in Pfronten, Königreich Bayern; † 10. August 1954 in Helsinki) war ein finnischer Offizier der Verteidigungskräfte Finnlands und zuletzt General der Infanterie.

## Leben

### Ausbildung zum Offizier, Jurist und Erster Weltkrieg
Paul Martin Wetzer war der ältere Sohn des Seefahrtsverwaltungsingenieurs und Vorstehers des Technischen Instituts Helsinki Martin Wetzer und Amalie Schramm sowie Bruder des Schauspielers und Theaterregisseurs Konni Wetzer (1871–1940). Nach dem Schulbesuch war er Absolvent der Kadettenanstalt Hamina und wurde nach deren Abschluss 1889 zum Unterleutnant (Aliluutnantti) befördert. Er diente daraufhin zwischen 1889 und 1906 im 3. Scharfschützenbataillon (3. Suomen Tarkk’ampujapataljoona) des Großfürstentums Finnland und wurde während seiner dortigen Dienstzeit 1893 zum Leutnant (Luutnantti), 1897 zum Oberleutnant (Yliluutnantti) sowie 1901 zum Hauptmann (Kapteeni) und Kompaniechef befördert. Außerdem absolvierte er 1898 ein Gymnastiklehrer-Studium an der Universität Helsinki. Nach seiner Offizierslaufbahn begann er 1906 ein Studium der Rechtswissenschaft an der Universität Helsinki und war nach dessen Beendigung zwischen 1910 und 1917 als Rechtsanwalt in der Anwaltskanzlei Wetzer & Wahlberg in Viipuri tätig. Zugleich wurde er 1913 stellvertretender Richter (Varatuomari).
Nach Beginn des Ersten Weltkrieges wurde Wetzer im Zuge der Mobilmachung in die Kaiserlich Russische Armee übernommen und kam in Podolien, Galizien, den Karpaten, Litauen, Belarus sowie der Bukowina zum Einsatz. Für seine Verdienste erhielt er das Goldene Schwert für Tapferkeit und wurde 1915 zum Oberstleutnant (Everstiluutnantti) befördert.

### Aufstieg zum General der Verteidigungskräfte

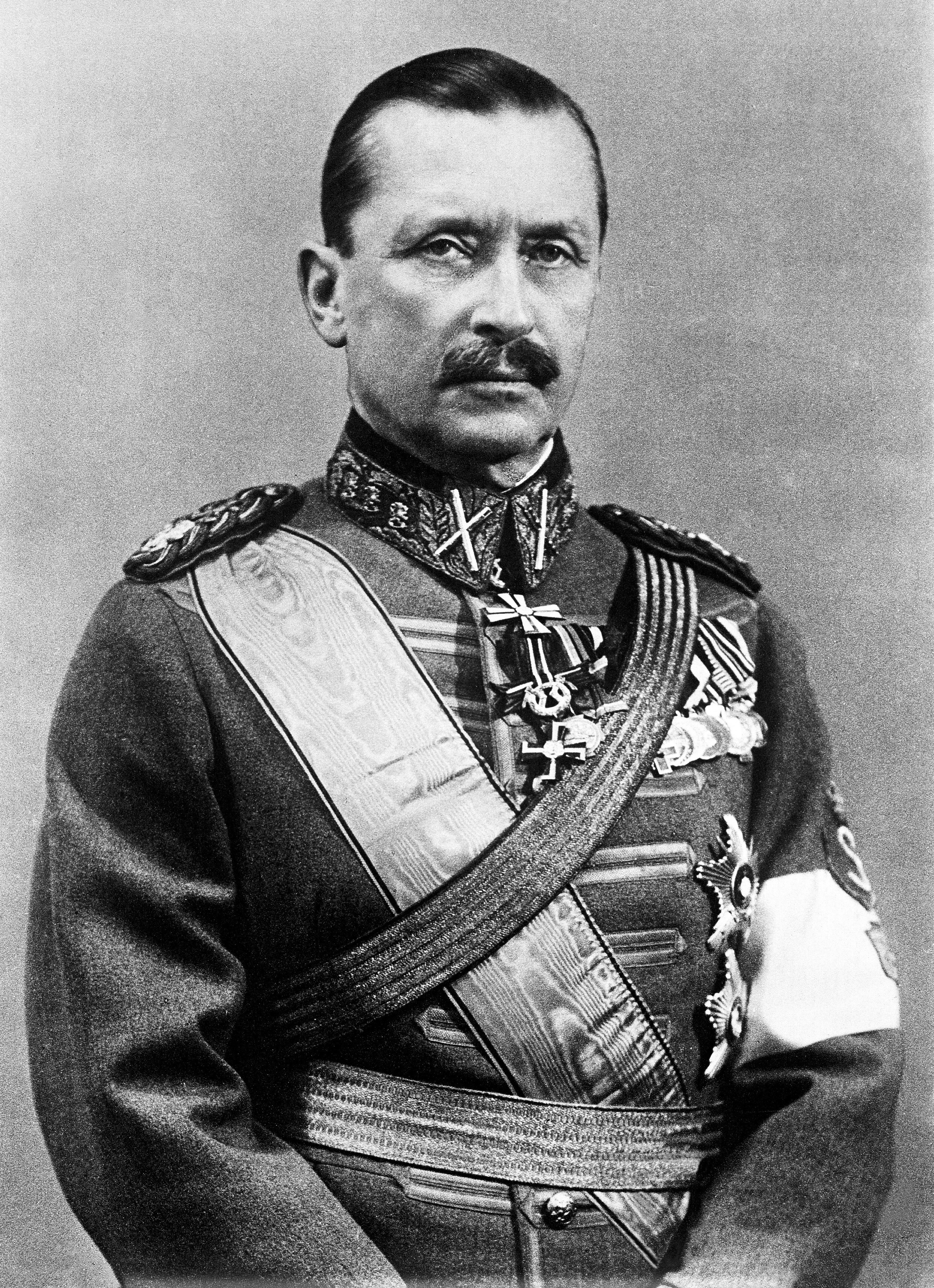
Carl Gustaf Emil Mannerheim, dessen Stabschef und Sonderberater Wetzer war.

Nach der Oktoberrevolution 1917 und der Gründung der Republik Finnland wurde er in die von Carl Gustaf Emil Mannerheim kommandierte Weiße Armee (Valkoinen armeija) übernommen, aus der die heutigen Verteidigungskräfte Finnlands (Puolustusvoimat) hervorgingen. Nach seiner Beförderung zum Oberst (Eversti) am 18. Januar 1918 war er zwischen dem 19. Januar und dem 18. Februar 1918 zunächst Chef des Generalstabes. Während des Finnischen Bürgerkrieges (27. Januar bis 5. Mai 1918) war er vom 18. Februar bis zum 7. April 1918 zuerst Kommandeur der Häme-Gruppe. Im Anschluss übernahm er zwischen dem 7. April und dem 16. Mai 1918 den Posten als Kommandeur der West-Armee und erhielt in dieser Verwendung am 12. April 1918 seine Beförderung zum Generalmajor (Kenraalimajuri). Nachdem er am 25. Juni 1919 aus der finnischen Armee ausgeschieden war, trat er in die Armee Estlands ein und nahm bis zum 19. März 1919 am Estnischen Freiheitskrieg teil. Er war dort auf Veranlassung von General Mannerheim Oberbefehlshaber der finnischen Einheiten der Freiwilligenregimenter (Pohjan Pojat) unter Major Martin Ekström und Oberstleutnant Hans Kalm, stand aber zuletzt unter dem Kommando von General Johan Laidoner.
Am 25. März 1919 wurde Generalmajor Martin Wetzer wieder in die finnische Armee übernommen und war bis zum 25. März 1920 Kommandeur der 3. Division. 1920 war er zudem zeitweise Mitglied der Russisch-Finnischen Waffenstillstandsdelegation. Am 25. März 1920 schied er wieder aus dem aktiven Militärdienst aus, wurde er aber bereits am 1. Mai 1921 in den aktiven Militärdienst zurückberufen. Daraufhin fungierte er zwischen dem 1. Mai 1921 und dem 5. Juni 1925 als Kommandeur der 2. Division und schied am 5. Juni 1925 unter gleichzeitiger Beförderung zum Generalleutnant (Kenraaliluutnantti) erneut aus dem aktiven Militärdienst. Nach seiner Militärkarriere arbeitete er 1926 als Notar und 1927–1938 als Rechtsberater am Bezirksgericht Helsinki. Am 16. Mai 1928 wurde er zum General der Infanterie (Kenraali) ernannt. Er war ferner von 1938 bis 1945 Mitarbeiter der Feuerversicherungsgesellschaft Teollisuuden Keskinäinen. Während des Zweiten Weltkrieges war er zur besonderen Verfügung beim Oberkommandierenden im Allgemeinen Hauptquartier, Marschall Carl Gustaf Emil Mannerheim, beschäftigt.
1897 heiratete er Ingrid Maria Silfverhjelm, Tochter von Generalmajor Paul Erik Silfverhjelm.

## Hintergrundliteratur
- Carl Gustaf Emil Mannerheim: Erinnerungen, 1952
- Stig Jägerskiöld: Mannerheim. Marshal of Finland, 1986
- H. M. Tillotson: Finland at Peace and War, 1996